# Marcelino Pérez (urugwajski piłkarz)
Marcelino Pérez (ur. 23 października 1912, zm. 1983) – piłkarz urugwajski grający na pozycji pomocnika.
Pérez razem z klubem Club Nacional de Football zdobył w 1933 roku mistrzostwo Urugwaju. Sukces ten powtórzył w 1934 roku.
Jako piłkarz klubu Nacional wziął udział w turnieju Copa América 1935, gdzie Urugwaj zdobył mistrzostwo Ameryki Południowej. Pérez zagrał w dwóch meczach – z Chile i Argentyną.